# Argostemma pulchellum
Argostemma pulchellum är en måreväxtart som beskrevs av Geddes. Argostemma pulchellum ingår i släktet Argostemma och familjen måreväxter. Inga underarter finns listade i Catalogue of Life.